# Goniocotes rotundiceps
Goniocotes rotundiceps är en insektsart som beskrevs av Piaget 1880. Goniocotes rotundiceps ingår i släktet trollöss, och familjen Goniodidae. Arten är reproducerande i Sverige.